# Mummucina colinalis
Espèce
Mummucina colinalis est une espèce de solifuges de la famille des Mummuciidae.

## Distribution
Cette espèce est endémique du Chili. Elle se rencontre vers Illapel.

## Publication originale
- Kraus 1966 : Solifugen aus Chile (Arach.). Senckenbergiana Biologica, vol. 47, p. 181-184.